# Trương Kỉ Nam
Trương Kỉ Nam (chữ Anh: Zhang Jinan, chữ Trung phồn thể: 張紀南, chữ Trung giản thể: 张纪南, bính âm: Zhāng Jìnán), nam, sinh vào tháng 2 năm 1957, tham gia công tác vào tháng 10 năm 1974, gia nhập Đảng Cộng sản Trung Quốc vào tháng 2 năm 1978, học vị nghiên cứu sinh tại chức, tiến sĩ quản lí học, chuyên gia kinh tế cao cấp. Ông hiện giữ chức Chủ nhiệm Văn phòng và Uỷ viên Uỷ ban Biên chế Cơ cấu Trung ương Đảng Cộng sản Trung Quốc, Bí thư tổ đảng và Bộ trưởng Bộ Tài nguyên nhân lực và Bảo vệ xã hội.

## Lí lịch nhân vật
- Từ tháng 10 năm 1974 đến tháng 7 năm 1975, học tập lớp huấn luyện giáo viên của Phòng Giáo dục quận Đường Cô thành phố Thiên Tân;
- Từ tháng 7 năm 1975 đến tháng 2 năm 1978, giáo viên Trung học cơ sở số 10 Đường Cô thành phố Thiên Tân;
- Từ tháng 2 năm 1978 đến tháng 2 năm 1982, học tập chuyên ngành Chế tạo máy khoa Máy tàu ở Học viện Công trình Vận tải đường thủy Vũ Hán;
- Từ tháng 2 năm 1982 đến tháng 3 năm 1984, trợ lí công trình sư, kĩ thuật viên ban thiết bị xưởng tàu Tân Cảng thành phố Thiên Tân Lưu trữ ngày 10 tháng 5 năm 2018 tại Wayback Machine;
- Từ tháng 3 năm 1984 đến tháng 3 năm 1986, Phó Bí thư Uỷ ban Đoàn thanh niên Chủ nghĩa cộng sản Trung Quốc quận Đường Cô thành phố Thiên Tân;
- Từ tháng 3 năm 1986 đến tháng 5 năm 1987, Trưởng Ban Tổ chức Uỷ ban Đoàn thanh niên Chủ nghĩa cộng sản Trung Quốc thành phố Thiên Tân;
- Từ tháng 5 năm 1987 đến tháng 8 năm 1991, Phó Bí thư Uỷ ban Đoàn thanh niên Chủ nghĩa cộng sản Trung Quốc thành phố Thiên Tân, trong khoảng thời gian đó từ tháng 3 năm 1990 đến tháng 7 năm 1990, học tập tại Ban bồi dưỡng của Trường Đảng Trung ương;
- Từ tháng 8 năm 1991 đến tháng 6 năm 1996, Bí thư Đảng uỷ, Tổng Giám đốc Tổng công ty Du lịch tỉnh Hải Nam, trong khoảng thời gian đó từ tháng 9 năm 1991 đến tháng 12 năm 1994, học tập nghiên cứu sinh tại chức chuyên ngành quản lí công thương ở Đại học Nam Khai, thu được học vị thạc sĩ quản lí công thương;
- Từ tháng 6 năm 1996 đến tháng 2 năm 1997, Phó Trưởng ban Ban Tổ chức Uỷ ban Đảng Cộng sản Trung Quốc tỉnh Hải Nam;
- Từ tháng 2 năm 1997 đến tháng 8 năm 1998, Bí thư Uỷ ban công tác xí nghiệp tỉnh (cấp chánh vụ), Phó Trưởng ban Ban Tổ chức Uỷ ban Đảng Cộng sản Trung Quốc tỉnh Hải Nam;
- Từ tháng 8 năm 1998 đến tháng 4 năm 2002, Phó Trưởng ban Ban Tổ chức Tỉnh uỷ Hải Nam, trong khoảng thời gian đó từ tháng 9 năm 1996 đến tháng 6 năm 2001, học tập nghiên cứu sinh tại chức chuyên ngành Quản lí xí nghiệp của Học viện Kinh thương thuộc Đại học Nam Khai, lấy được học vị tiến sĩ quản lí học;
- Từ tháng 4 năm 2002 đến tháng 5 năm 2002, Phó Trưởng ban Ban Tổ chức, Uỷ viên Ban Thường vụ Uỷ ban Đảng Cộng sản Trung Quốc tỉnh Hải Nam;
- Từ tháng 5 năm 2002 đến tháng 12 năm 2003, Trưởng ban Ban Tổ chức, Uỷ viên Ban Thường vụ Uỷ ban Đảng Cộng sản Trung Quốc tỉnh Hải Nam;
- Từ tháng 12 năm 2003 đến tháng 5 năm 2004, Trưởng Ban Tổ chức, Uỷ viên Ban Thường vụ Uỷ ban Đảng Cộng sản Trung Quốc tỉnh Hải Nam;
- Từ tháng 5 năm 2004 đến tháng 3 năm 2007, Cục trưởng Cục 2 cán bộ kiêm Uỷ viên Sự vụ Ban Tổ chức Trung ương (cấp Phó Trưởng ban);
- Từ tháng 3 năm 2007 đến tháng 7 năm 2007, Cục trưởng Cục 2 cán bộ kiêm Phó Trưởng ban Ban Tổ chức Trung ương;
- Từ tháng 7 năm 2007 đến tháng 4 năm 2013, Phó Trưởng ban Ban Tổ chức Trung ương;
- Từ tháng 4 năm 2013 đến tháng 3 năm 2018, Chủ nhiệm Văn phòng, Uỷ viên Uỷ ban Biên chế Cơ cấu Trung ương;
- Từ tháng 3 năm 2018 đến nay, Chủ nhiệm Văn phòng, Uỷ viên Uỷ ban Biên chế Cơ cấu Trung ương, Bí thư Đảng uỷ, Bộ trưởng Bộ Tài nguyên nhân lực và Bảo vệ xã hội.[2]

## Chức vụ đảm nhiệm
Uỷ viên Uỷ ban Trung ương khoá 19 Đảng Cộng sản Trung Quốc. Uỷ viên Ban Thường vụ, Uỷ viên Uỷ ban Kiểm tra Kỉ luật Trung ương khoá 17 và 18 Đảng Cộng sản Trung Quốc.